# Juan de Penna
Juan de Parma, O.F.M. (Penna di San Giovanni, 1193-Recanati, 3 de abril de 1271), fue un sacerdote católico italiano, miembro de la Orden de los Franciscanos, haciéndose franciscano de la mano de Fray Filippo, cercano al fundador de la orden: Francisco de Asís, siendo por consiguiente uno de los primeros discípulos del religioso. 
Fue declarado beato en 1806 por el Papa Pío VII, aunque era venerado como tal siglos antes; su memoria litúrgica se celebra el 3 de abril.